# 労働歌
労働歌（ろうどうか、英語: Work song）とは、歌の種類である。本義としては作業歌（さぎょううた）や仕事歌（しごとうた）などと呼ばれる、特定の労働をテーマとした民謡を指す。狭義として労働運動の歌や労働者を励ます歌を労働歌と呼び、革命歌、組合歌、反戦歌などを含む。

## 作業歌
作業歌には
1. 土搗唄のように呼吸を合わせるための掛け声として歌われたもの
2. 特定の作業をテーマとして作られたもの

がある。農業など多人数が呼吸を合わせる必要がない仕事では、2に比べて1の数は非常に少ない。また、実際の作業のリズムと音楽のリズムが無関係な歌も多い。ほとんどの作業歌は作業をしながら歌われる歌というよりも、作業の合間に疲れを癒やしたり、労働の喜びを再認識するための歌といえる。

### 主な作業歌
- 追分節
- ソーラン節
- 木遣
- 酒造り唄
- 貝殻節 (漁業)
- バナナ・ボート

## 労働歌
前述の通り、労働運動の歌や労働者を励ます歌のこと。労働運動と密接な関わりがあり、戦前や戦時中は歌うことや放送が禁止された歌もある。なお、革命歌、組合歌、反戦歌については各項目を参照のこと。

### 黒人の労働歌
米国の奴隷歌は、アフリカ系アメリカ人の奴隷による最初の歌だった。奴隷歌に関する本は、1867年にウィリアム・フランシス・アレン、チャールズ・ピカード・ウェア、ルーシー・マキム・ギャリソンによって出版された。このテキストには奴隷化された人々による多くの歌が含まれていたが、奴隷歌以外の労働歌を含む他の出版物も出版された。奴隷にされた個人によって歌われる多くの歌はアフリカの歌の伝統に起源があり、アフリカ人に故郷を思い出させるために歌われた可能性があるが、他の歌は士気を高め、アフリカ人のリズムを保つために捕虜によって創造された。それらはまた苦難に耐え、音楽の創造または秘密裏に言葉での反逆を通じて、怒りや欲求不満を表現する手段と見なされてきた。同様に、労働歌は反逆と抵抗の一形態として使用されてきた。アフリカ系アメリカ人の女性の労働歌にも歴史があり、抵抗とセルフケアが中心だった。労働歌は、奴隷にされた人々の生きた経験についての情報を彼らのコミュニティや家族に伝えるのに役立った。「ワーク・ソング」はブルースやジャズなどの元にもなったといわれている。
アフリカ系アメリカ人の歌の一般的な特徴は、リーダーが1つまたは複数の歌詞を歌い、他の人が合唱で応答する「コール・アンド・レスポンス」形式だった。これはアフリカの農業労働歌の伝統に由来し、束縛されたアフリカ人がキリスト教に改宗し始め、そこから黒人霊歌やゴスペル音楽とブルースに救いの道を見出した。

### 欧米の産業民謡と労働歌
ウディ・ガスリー、ピート・シーガーらが民謡復興の中で、労働者の側に立った産業民謡を復活させた。イギリスではユワン・マッコールらが同様の音楽運動を実施した。後にビリー・ブラッグ、ブルース・スプリングスティーンらも労働者や庶民の側に立った曲を発表している。

### 戦前の歌
- 「インターナショナル」（1888年、作詞: ウジェーヌ・ポティエ、作曲: ピエール・ドゥジェイテル、訳詞: 佐々木孝丸・佐野碩）
フランスで作られた革命歌。労働運動を代表する歌となり、ソビエト連邦の国歌（1944年まで）とされた。日本では1922年に佐々木孝丸が翻訳し、1929年に佐野碩とともに改訳した歌詞で歌われている。ただし、その歌詞は原詞には忠実でなく翻訳というより翻案に近い。学生運動全盛期に歌われた。
- 「ワルシャワ労働歌」
「インターナショナル」と同様、70年代初頭までの学生運動全盛期に歌われた。
- 「聞け万国の労働者（メーデー歌）」（1922年、作詞: 大場勇）
1922年の第3回メーデーの準備の中で大場による歌詞が作られた。事実上の原曲は大日本帝国陸軍の戸山学校軍楽隊々長永井建子が、1899年に発表（出版）した軍歌「小楠公」。なおこの「小楠公」の曲は、後に旧制第一高等学校の寮歌「アムール川の流血や」（1901年、作詞: 塩田環）、および陸軍中央幼年学校の軍歌「歩兵の本領」（1911年、作詞: 加藤明勝）に流用されている。
- 「赤旗の歌」（ドイツ民謡、作詞: ジム・コンネル、訳詞: 赤松克麿）
原曲はクリスマス・キャロルとして知られるドイツ民謡の「もみの木」。1889年にロンドンで起きた港湾労働者のストライキを激励するためにコンネルが讃美歌として歌われていた「もみの木」に歌詞をつけ、それが1920年代のアメリカ合衆国の労働運動で広く歌われるようになった。日本にはアメリカの労働運動の歌として紹介され、1921年頃に赤松による歌詞で歌われるようになった。原曲の「もみの木」とは違い、行進曲風に歌われる。

### 戦後の歌
- 「がんばろう」（1960年、作詞: 森田ヤエ子、作曲: 荒木栄）
三池闘争で作られた曲。それまでの労働歌＝男の労働者というイメージを変えた。
- 「炭掘る仲間」（1956年、作詞: 三池労働組合、作曲: 小林秀雄）
炭鉱労働での仲間との団結を歌った。三池労組の組合歌でもある。
- 「もやせ闘魂」（1958年、作詞・作曲: 荒木栄）
これも三池闘争と思われがちだが、元は北海道の炭労から。歌詞を繰り返す単純な曲。
- 「おれたちは太陽」（1962年、作詞: 門倉さとし、作曲: 荒木栄）
労働者の力強さと希望を歌っている。
- 「俺たちのシルクロード」（1981年、作詞: 荒井良夫、作曲: たかだりゅうじ）
1987年の国鉄分割民営化を前に製作された。現在でも労働者の集会やうたごえ祭典などでよく歌われる。

## その他の運動の歌
学生運動や市民運動などを励ましたり、歌ったりする歌のこと。
- 「たたかいの中に」（作詞: 高橋正夫、作曲: 林光）
1952年に起こったメーデー事件で、警察官に拳銃で撃たれて死亡した高橋正夫のメモを基に作られた歌。
- 「沖縄を返せ」（1956年、作詞: 全司法福岡高裁支部、作曲: 荒木栄）
沖縄返還運動の象徴的な歌。1960年代の学生運動などでもよく歌われた。現在も辺野古新基地建設反対運動で歌われている。
- 「反対同盟の歌」
成田国際空港建設反対運動の中核的役割をした「三里塚芝山連合空港反対同盟」の歌。成田の地に住む人たちの誇り高さを歌っている。